# Agrícola (piłkarz)
Agrícola, właśc. Agrícola de Siqueira (ur. 17 września 1913) – piłkarz brazylijski grający na pozycji defensywnego pomocnika.

## Kariera klubowa
Agrícola występował w klubie São Cristóvão Rio de Janeiro.

## Kariera reprezentacyjna
Agrícola zadebiutował w reprezentacji Brazylii 27 września 1932 w meczu z klubem Andarahy Rio de Janeiro. Drugi raz w reprezentacji zagrał 4 grudnia 1932 w wygranym 2-1 meczu z reprezentacją Urugwaju, którego stawką było Copa Rio Branco 1932. Był to jego jedyny mecz międzypaństwowy. Ostatni raz w reprezentacji wystąpił 12 grudnia 1932 w meczu z urugwajskim klubem Club Nacional de Football. W meczach nieoficjalnych wystąpił 3 razy.